# Näse strömmen
Näse strömmen är ett sund i Finland. Det ligger i landskapet Egentliga Finland, i den sydvästra delen av landet, 200 km väster om huvudstaden Helsingfors.
Näse strömmen ligger mellan Iniö i norr och holmarna Skarpholm, Långholm och Svartholm i söder. Sundet binder samman Söderby fjärden i väster med Perkala fjärden i öster.